# Heilig Hartbeeld (Beringe)
Het Heilig Hartbeeld is een standbeeld in de Nederlandse plaats Beringe, in de provincie Limburg.

## Achtergrond
Pastoor Josephus Frederikus Stephanus (Joseph) Esser (1886-1943) vierde in 1938 zijn zilveren priesterjubileum. Hij kreeg van de parochianen een Heilig Hartbeeld aangeboden dat werd gemaakt in het Roermondse Atelier Thissen. Het beeld is geplaatst in een plantsoen naast de kerk, voor de pastorie.

## Beschrijving
Het beeld toont een gekroonde Christus als Koning van het Heelal, staande op een halve (wereld)bol. Hij is gekleed in een gedrapeerd gewaad en omhangen met een mantel. Hij wijst met zijn rechterhand omhoog en met zijn linkerhand naar het Heilig Hart op zijn borst. Het opschrift in de voet van het beeld luidt: "REX SUM EGO". Het beeld staat op een getrapte, bakstenen sokkel.